# Shuang Xuetao
Shuang Xuetao (Shenyang, 8 de septiembre de 1983) es un novelista chino contemporáneo. 
Estudió derecho en la Universidad de Jilin .En 2010, Shuang supo que el recién creado Premio Internacional de Cine y Ficción en Lengua China China Times estaba recibiendo manuscritos. Entonces era empleado de la sucursal de Liaoning del Banco de Desarrollo de China y escribió su primera novela, Gárgola, en sólo 20 días, con la que resultó ganador del premio. En 2012, Shuang ganó el 14º Premio de Literatura de Taipei, y recibió un premio de 200.000 NTD, convirtiéndose en el primer autor de la China continental en ganar el premio. Ese mismo año, Shuang dejó su trabajo para ser escritor a tiempo completo. 
En 2015, se trasladó a Pekín para estudiar escritura creativa en la Universidad Renmin. Desde 2016, Shuang ha publicado las novelas El relato de Tianwu, La era de los sordos y mudos y las colecciones de cuentos Moisés en la llanura, El aeronauta, El cazador, entre otras obras. El cuento "Asesinar al novelista", incluido en la colección El aeronauta, ha sido adaptado a la  película Héroe de dos mundos, dirigida por Ning Hao .
En 2020 ganó el premio Blancpain-Imaginist al mejor autor chino menor de 45 años, por su obra El cazador.
En 2023 fue publicado por primera vez en español, con la traducción de dos de sus novelas cortas (Moisés en la llanura y El aeronauta) bajo el título Moisés en la llanura. La traducción es de Xuan Le y Munir Hachemi, y fue publicada por Editorial Almadía. La primera de las historias fue  adaptada al cine en la película Fire on the plain, dirigida por Zhang Ji, y presentada en la sección oficial del festival de cine de San Sebastián en 2021. También ha sido adaptada en la serie Why try to change me now? de 2023, dirigida por Zhang Dalei.

## Obras publicadas
Novelas
- Gárgola
- Era de los sordos y mudos
- Cuenta de Tianwu

Colecciones de cuentos
- Moisés en la llanura
- El aeronauta
- El cazador

### Traducciones al español
- Moisés en la llanura. Traducida por Xuan Le y Munir Hachemi. Editorial Almadia, 2023. Contiene 2 novelas cortas: Moisés en la llanura y El Aeronauta. 

### Traducciones al inglés
- The Master, traducido por Michael Day. Publicado en Pathways, número de invierno de 2015. [8]
- Rouge street: tres novelas cortas, traducidas por Jeremy Tiang. Nueva York: [9]Metropolitan Books/Henry Holt and Company, 2022.ISBN 9781250835871 . Contiene 3 novelas cortas:
  - The aeronaut
  - Bright hall
  - Moses on the plain

## Premios
- 2010 Premio Internacional de Ficción y Cine en Chino China Times, primer lugar
- 2012 14º Premio de Literatura de Taipei
- 2016 Premio al recién llegado más prometedor del año, Medios literarios en idioma chino
- 2017 Premio Wang Zengqi de ficción en chino 2017, mejor relato corto